# Adelaide Crapsey
Adelaide Crapsey (ur. 9 września 1878 w Brooklynie, w stanie Nowy Jork, USA, zm. 8 października 1914 w Rochester, w stanie Nowy Jork) – amerykańska poetka, przedstawicielka imagizmu; także nauczycielka i krytyk literacki.

## Zarys biograficzny

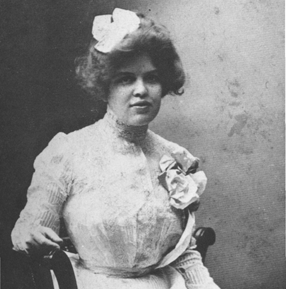
Adelaide Crapsey.

Poetka była córką Adelaide Trowbridge Crapsey, znanej aktywistki w działalności dobroczynnej w Rochester (gdzie rodzina przeniosła się po jej urodzeniu) i pastora Algernona Sidneya Crapseya, który w atmosferze skandalu został w 1906 roku usunięty ze stanu duchownego pod zarzutem herezji.
Gruntownie wykształcona, pracowała jako nauczycielka.
Począwszy od 1908 podupadła na zdrowiu. Zmarła na gruźlicę.

## Twórczość
Poetka jest znana jako wynalazczyni nowej formy gatunkowej – cinquain, czyli pięciowersowego epigramatu, przypominającego japońskie utwory tanka i haiku.
Crapsey była też uczoną wersolożką, autorką pracy A Study in English Metrics.
Przekłady wierszy Adelaide Crapsey są dostępne w internetowej Antologii poezji angielskiej.

## Ważniejsze prace
Większość prac została wydana po śmierci autorki:

### Poezja
- A study in English metrics. A.A. Knopf. 1918.
- Verse. A.A. Knopf. 1922.

### Antologie
- Marjorie Barrows; Adelaide Crapsey; Emily Dickinson; Louise Imogen Guiney; Ella Higginson; Sarah Orne Jewett; Emma Lazarus; Agnes Lee; Katherine Mansfield; Lizette Woodworth Reese; Harriet Beecher Stowe (1947). Marjorie Barrows, ed. One Thousand Beautiful Things. Peoples Book Club.
- American Poetry, The Twentieth Century, Volume One, The Library of America, 2000.

### Opowiadania
- A girl to love. The Vassar Miscellany. Vassar College. 27 (2). 1897.
- The knowledge he gained. The Vassar Miscellany. Vassar College. 1898.

### Pieśni
- George Antheil (1934). Five Songs, 1919–1920, for Soprano and Piano: After Adelaide Crapsey. Cos Cob Press. (reprint Publisher Boosey & Hawkes, 1986)
- Hugo Weisgall (1940). Four Songs, op. 1, for High or Medium Voice and Piano. Maxwell Weaner. (reprint publisher Theodore Presser)
- Ben Weber (1957). Five Songs, op. 15, for Soprano and Piano (1941). American Composers Alliance.
- Harrison Kerr (1952). Six Songs to Poems by Adelaide Crapsey. Edward B. Marks Music Corporation.
- William Alexander (1986). Cinquains: For Soprano Voice, Clarinet, Cello, and Piano : (1980).
- Paul Moravec. Evensong: Song Cycle for Tenor and Piano. 1992.